# 黄龙 (西汉)
黄龙（前49年二月—十二月）是西汉皇帝汉宣帝刘询的第7个年号，也是他的最后一个年号，共计使用了1年。
这个年号是最早使用带有龙字的年号。据说是因为当时黄龙出现，视为吉祥，因而改元。

## 年號釋義
《漢書·宣帝紀》顏師古注引應劭曰：「先是黃龍見新豐，因以冠元焉。」顏師古曰：「漢注云此年二月黃龍見廣漢郡，故改年。然則應說非也。見新豐者於此五載矣。」

## 改元
- 甘露五年二月，改元黃龍。[2]

## 纪年表
| 黄龙 | 元年   |
| ---- | ------ |
| 公元 | 前49年 |
| 干支 | 壬申   |

## 参看
- 中國年號索引
- 其他时期使用的黄龙年号

| 前一年號： 甘露 | 西漢年號 黃龍 | 下一年號： 初元 |